# Spartak i Kalašnikov
Spartak i Kalašnikov (Спартак и Калашников) è un film del 2002 diretto da Andrej Proškin.

## Trama
Il film racconta le avventure di un allievo di un orfanotrofio Šura Kalašnikov e un cane da pastore di nome Spartak, la cui amicizia viene ripetutamente messa alla prova.